# 尤赫內
49°36′42″N 30°53′24″E / 49.61167°N 30.89000°E
尤赫內（羅馬化：Yukhny）是位於烏克蘭北部的村莊，由基辅州奧布希夫區的米羅尼夫卡市鎮負責管轄。該村始建於1600年，面積38.3平方公里，海拔高度183米，2001年人口670，人口密度每平方公里17.5人。